# آلفا رومئو ۱۲۵
آلفا رومئو ۱۲۵ (به انگلیسی: Alfa Romeo 125) یک موتور هواگرد ساختِ کارخانهٔ آلفا رومئو در کشور ایتالیا است.